# NGC 149

NGC 149

NGC 149 هي مجرة محدبة تقع في كوكبة المرأة المسلسلة (كوكبة). اكتشفها إدوارد ستيفان في 4 أكتوبر 1883.

## وصلات خارجية
- NGC 149 على موقع ويكي سكاي: DSS2, SDSS, GALEX, IRAS, Hydrogen α, X-Ray, Astrophoto, Sky Map, Articles and images
- SEDS